# Nero (romance)
Nero (Título original: Acté) é um romance do escritor francês, Alexandre Dumas.

## Resenha
O romance conta a vida do imperador romano, Nero, desde sua mocidade esplendorosa até seu fim trágico. Começa mostrando a visita triunfal do jovem César a Corinto, onde, incógnito, conquista três prêmios nas festas do estádio, um deles o de poesia. Nessa viagem, ele seduz uma donzela grega, Acté, que o acompanha a Roma e lá descobre a verdadeira identidade de seu sedutor. 
O ambiente dissoluto da Roma Imperial, em que se salientam Agripina, Popéa, Otávia e outros personagens que deixaram seus nomes marcados na História, é descrito por Alexandre Dumas com perícia e vibração.
A obra foi publicada no Brasil em 1958, pela Editora Saraiva, com tradução de  Octávio Mendes Cajado